# Codificadores de MPEG
Programas de cómputo (en ocasiones ayudados por hardware acelerador) que codifican videos al formato MPEG (MPEG-1, MPEG-2, MPEG-4), principalmente para crear contenidos en VCD/DVD/Internet/HD-DVD/Blu-Ray.

## Codificadores de MPEG-1
CCE
ProCoder
TMPGEnc

## Codificadores de MPEG-2
ProCoder
CCE
HC Encoder
QuEnc
TMPGEnc

## Codificadores de MPEG-4
La mayoría son sólo codecs que necesitan software editor de vídeo para poder funcionar.
DivX
x264
XviD
- Datos: Q5776069